# Émail sur ronde-bosse

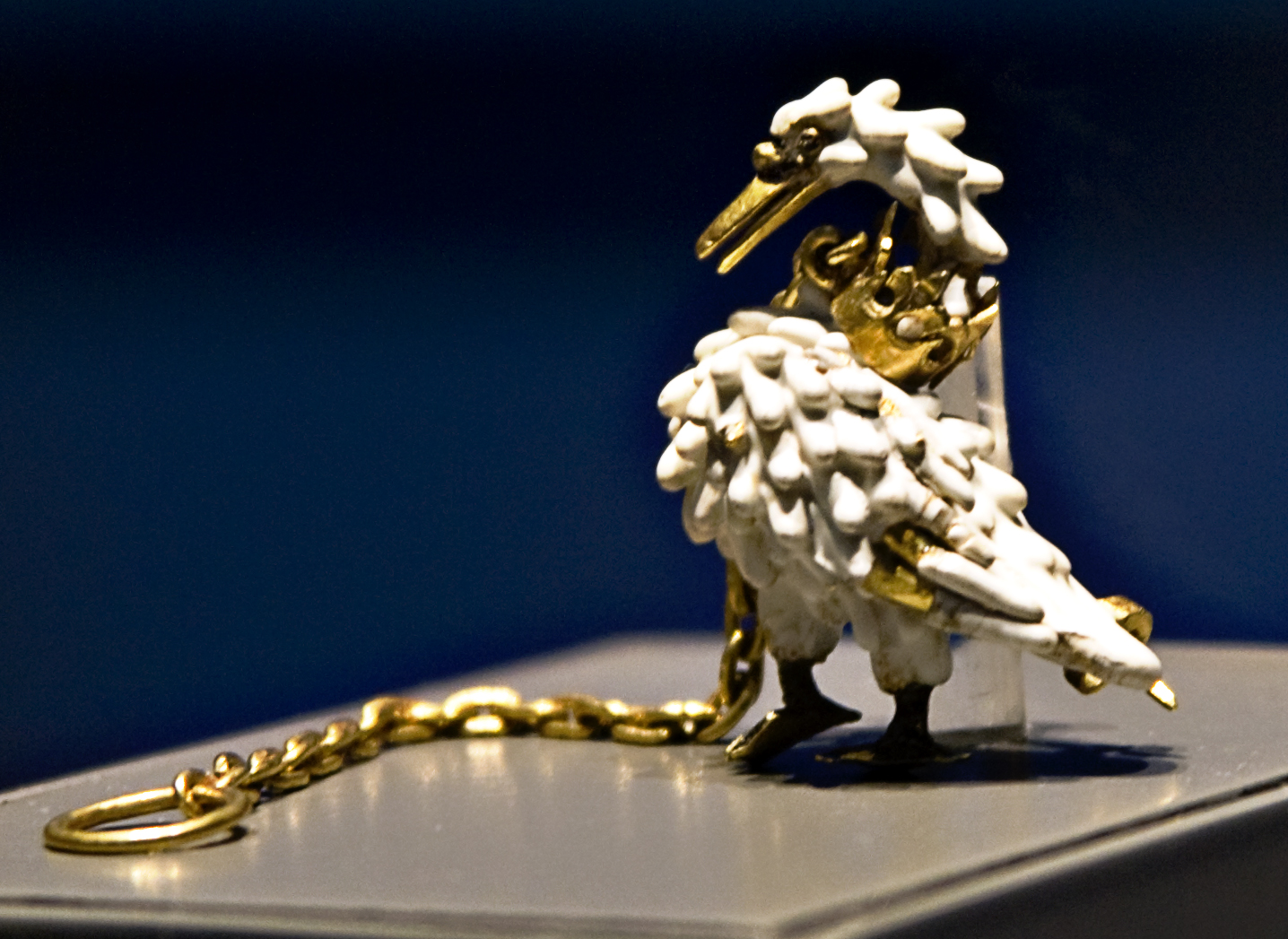
Le Cygne de Dunstable, broche de livrée, vers 1400, British Museum, Londres.

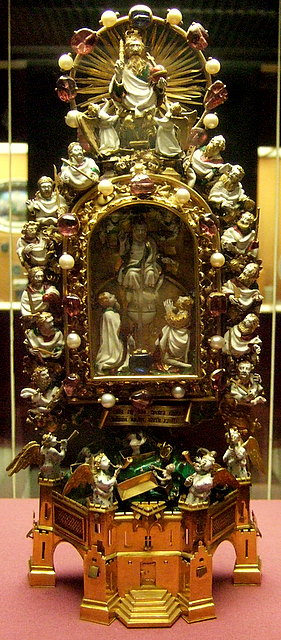
Le reliquaire de la Sainte Épine, Paris, avant 1397 (?), British Museum, Londres.

L'émail sur ronde-bosse ou en ronde-bosse est une technique d'émaillage développée en France à la fin du XIVe siècle, qui permet de produire de petites figures en trois dimensions, ou des reliefs, en grande partie ou entièrement recouverts d'émail. La nouvelle méthode implique l'occultation partielle de l'or, parfois de l'argent, sous-jacent, à partir duquel la figure a été mise en forme. Elle diffère de toutes les techniques anciennes qui permettent seulement de produire de l'émail sur une surface plane ou courbe, et la plupart du temps, comme le champlevé, en utilisant des métaux non précieux, tels que le cuivre, doré pour ressembler à l'or. La technique de l'émail sur ronde-bosse permet de créer de petites figures en or ou en argent, dont la surface est rendue légèrement rugueuse pour faire adhérer l'émail, qui est appliqué sous forme de pâte et cuit. Par endroits, le cadre ne peut être qu'un fil.

## Terminologie
En français, le terme de « ronde-bosse » est utilisé pour la sculpture en général. Le terme d'« émail en ronde-bosse » est repris en anglais pour désigner cette technique et s'écrit alors en italique (pour marquer un emprunt de l’anglais au français) ; au cours des dernières décennies, il a largement remplacé le terme anglais ancien d'« émail incrusté » (encrusted enamel).

## Histoire et description

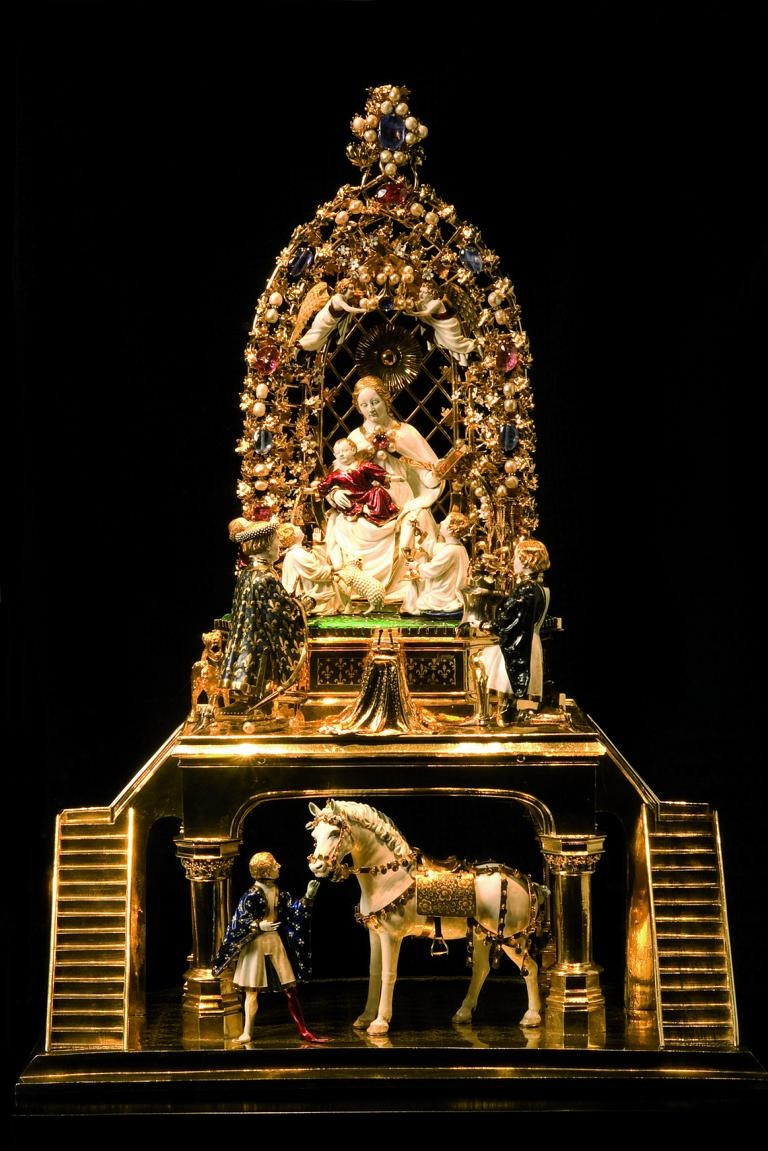
Le "Goldenes Rössl" (ou "Cheval d'Or" en allemand) datant de 1404 est un petit autel de 62 cm de haut avec une structure d'argent doré et des figures en or émaillé.

La technique a rapidement atteint la maturité et a donné lieu à un ensemble « exceptionnellement important de commandes des cours françaises et bourguignonnes, principalement réalisées vers 1400 mais poursuivies apparemment dans le deuxième quart du XVe siècle ». Elles comprennent le Goldenes Rössl ("Cheval d'or") d'Altötting, en Bavière, exemple le plus fameux de cet ensemble, le reliquaire de la Sainte Épine du British Museum, le "Tableau de la Trinité" du Louvre (peut-être fait à Londres), et une poignée d'autres œuvres religieuses, mais la grande majorité des morceaux inscrits dans les inventaires princiers ont été détruits pour en récupérer l'or. Après cette période, de petites pièces ont continué à être produites, et il y eut un renouveau pour les plus grandes pièces vers 1500-1520, même si on ne sait pas vraiment où elles ont été faites. La technique a été utilisée sur des parties d'une sculpture relativement grande de la célèbre Salière de Benvenuto Cellini (1543, Vienne) et est restée fréquente durant toute la période baroque, le plus souvent pour de petites pièces et des bijoux. La Maison russe de Fabergé a fait grand usage de la technique du XIXe siècle jusqu'à la Révolution russe.
La technique peut être utilisée à la fois avec des émaux translucides et opaques, mais le plus souvent avec ces derniers : l'émail translucide se trouve principalement sur les reliefs, comme la plaque de la Mise au tombeau du Christ du Metropolitan Museum of Art de New York. Dans les œuvres vers 1400, l'émail blanc récemment développé prédomine habituellement.